# Idag
Idag – Industriens Dagblad er en dansk avis.
Idag var synonymt med Industriens Dagblad, der var en erhvervsavis, der blev udgivet af Aller Business fra april 2004 til lukningen med udgangen af september 2006. Avisen blev da lagt om til en erhvervsportal på nettet idag.dk, hvor redaktionen fortsatte med at høste citater i andre medier. Idag – Industriens Dagblad var i sin levetid et af Danmarks mest citerede medier.
På grund af dårlig økonomi i Aller Business valgte selskabet, der er et datterselskab til Carl Allers Etablissement (Aller koncernen med Billedbladet, Se&Hør, Femina, Mad&Bolig, Rapport, PigeSpecial m.fl.), den 1. april 2007 at lukke og fyre nyhedsredaktionen på idag.dk. Dermed var det slut med de mange selvstændige historier, der havde givet citater landet over. Men portalen videreføres som paraply for Aller Business fagbladsmedier.

## Ekstern henvisning
- http://www.idag.dk/